# Źródła (Łagiewniki)
Źródła – część wsi Łagiewniki w Polsce położona w województwie świętokrzyskim, w powiecie kieleckim, w gminie Chmielnik.
W latach 1975–1998 Źródła należały administracyjnie do województwa kieleckiego.